# Minamoto no Sanetomo

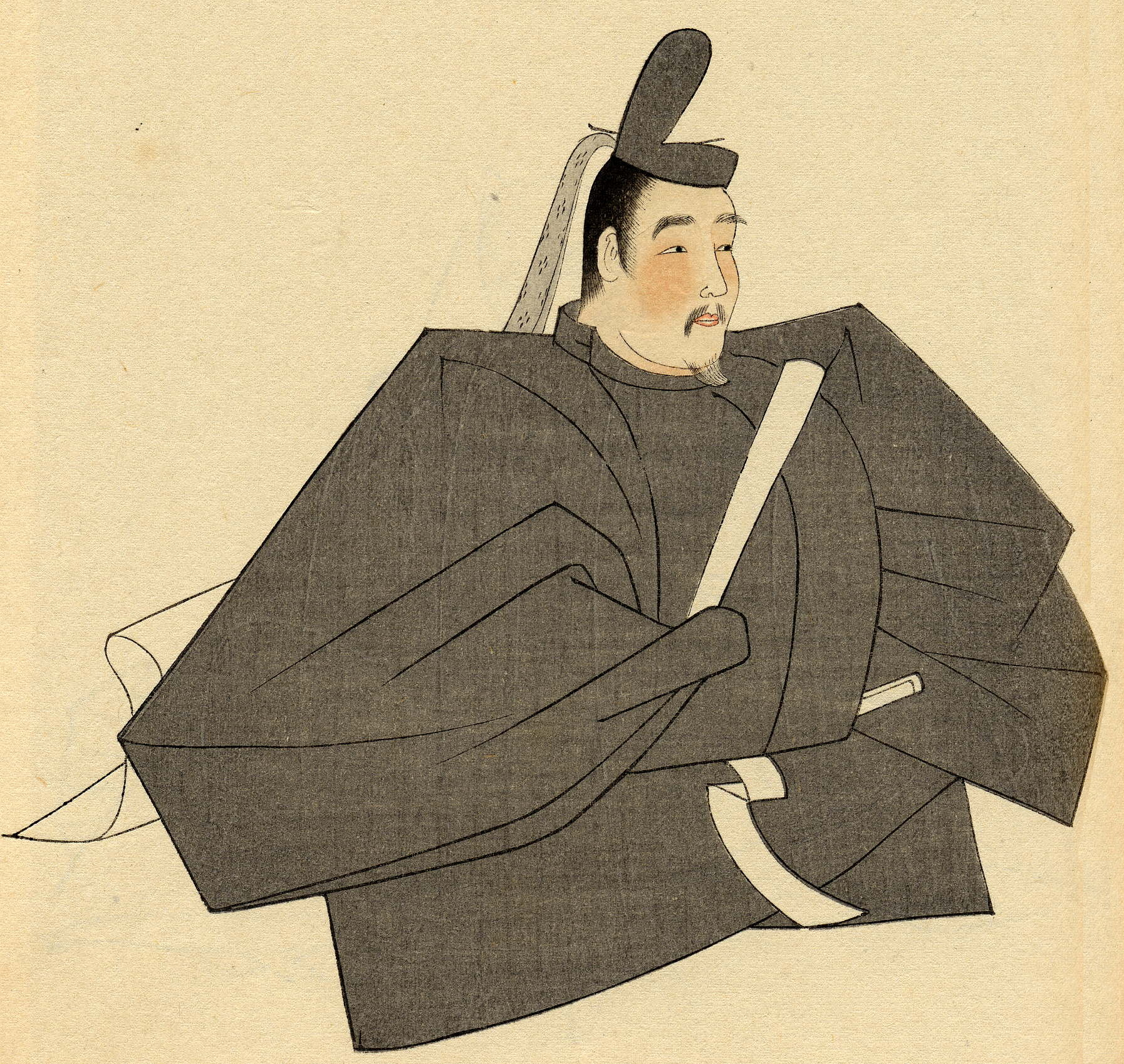
Minamoto no Sanetomo, in einer Darstellung von Goshin

Minamoto no Sanetomo (japanisch 源 実朝; * 17. September 1192; † 13. Februar 1219) war der dritte Shōgun des Kamakura-Shōgunats, Udaijin (von 1218 bis 1219) und ein Waka-Dichter.

## Leben
Der Sohn des Begründers des Kamukara-Shōgunats, Minamoto no Yoritomo, und Hōjō Masakos wurde im Alter von elf Jahren Shōgun als Nachfolger seines ermordeten Bruders Minamoto no Yoriie. Die tatsächliche Macht im Reich lag jedoch zu dieser Zeit in den Händen seines Großvaters Hōjō Tokimasa.
Minamoto wurde von seinem Neffen Kugyō (Minamoto no Yoshinari), einem Sohn seines Bruders Minamoto no Yoriie, ermordet.

## Poesie
Minamoto no Sanetomo beschäftigte sich mit Poesie und wurde Schüler des Dichters Fujiwara no Teika. Seine Gedichte (etwa 700) wurden von einem unbekannten Kompilator in der Sammlung Kinkai Wakashū (金槐和歌集) zusammengestellt. Eins fand auch Aufnahme in die Sammlung Ogura Hyakunin Isshu.